# Alse Young
Alse Young (1615 oder 1610 – 26. Mai 1647 in Hartford) war eine US-amerikanische Frau englischer Herkunft, die als Hexe hingerichtet wurde.
1642 wurde in Connecticut Hexerei unter Todesstrafe gestellt. Am 26. Mai 1647 wurde Alse Young als erste Person in den Dreizehn Kolonien als Hexe hingerichtet. Über die genaue Anklage und den Prozess sind keine gesicherten Fakten, allerdings viele Vermutungen, bekannt. Eine Grippeepidemie in Neuengland und auch in Windsor (der Heimatstadt von Alse Young) forderte hohe Opferzahlen. Es brach Panik aus. Dies könnte zu einer Anschuldigung als Hexe geführt haben, um das Volk zu beruhigen. Alse Young war wahrscheinlich mit John Young aus Windsor verheiratet oder verwandt und war möglicherweise berechtigt, seinen Besitz zu erben, was sie zu einem attraktiven Ziel gemacht haben könnte.
Erhängt wurde Alse Young am 26. Mai 1647 auf dem Meeting House Square in Hartford. Youngs Hinrichtung bildete den Auftakt zu den Conecticut-Hexenprozessen, auch Hartford-Hexenprozesse genannt, die zwischen 1647 und 1663 stattfanden.
Ihre Hinrichtung wurde in den Tagebüchern von John Winthrop, dem Gouverneur der Massachusetts Bay Colony, und Matthew Grant, dem zweiten Stadtschreiber von Windsor, vermerkt.